# Clematis incisodenticulata
Clematis incisodenticulata är en ranunkelväxtart som beskrevs av Wen Tsai Wang. Clematis incisodenticulata ingår i släktet klematisar, och familjen ranunkelväxter. Inga underarter finns listade i Catalogue of Life.